# Clément Mouamba
Clément Mouamba (ur. 13 listopada 1943 w Sibiti, zm. 29 października 2021 w Paryżu) – kongijski polityk, minister finansów w latach 1992–1993, premier Konga w latach 2016–2021.
Był członkiem Kongijskiej Partii Pracy.

## Życiorys
Urodził się w Sibiti w ówczesnej Francuskiej Afryce Równikowej. Ukończył technikum w Brazzaville. Studiował w Montpellier oraz na Sorbonie, gdzie uzyskał doktorat w dziedzinie ekonomii.
Od 1973 pracował dla Banku Państw Afryki Środkowej, w 1979 został zastępcą dyrektora banku w Jaunde. Od 1985 do 1992 pracował dla Banque commerciale du Congo.

### Kariera polityczna
Od 1980 pełnił stanowisko doradcy finansowego prezydenta Denisa Sassou-Nguesso. W 1992 uzyskał mandat deputowanego do Zgromadzenia Narodowego, z list Panafrykańskiego Związku na rzecz Demokracji Społecznej, z okręgu Sibiti. W tym samym roku, 7 września premier Stéphane Maurice Bongho-Nouarra powołał go w skład rządu na stanowisku Ministra Finansów, stanowisko to pełnił do czerwca 1993 roku. Podczas pierwszego nadzwyczajnego kongresu UPADS, w dniach 27 i 28 grudnia 2006, Clément Mouamba został wybrany na jednego z 25 wiceprzewodniczących partii.
W 2015, przed referendum konstytucyjnym, Mouamba został wydalony ze swojej partii, ze względu na wsparcie pomysłu referendum organizowanego przez PCT (UPADS był jedną z partii bojkotujących udział w referendum). 23 kwietnia 2016 Sassou-Nguesso mianował Mouambę na premiera Konga. W wyborach w 2017 roku kandydował do Zgromadzenia Narodowego z list PCT z okręgu Sibiti. Był jedynym kandydatem w swoim okręgu. 16 sierpnia, zgodnie z prawem, złożył na ręce prezydenta dymisję swojego rządu. 19 sierpnia 2017, jako najstarszy deputowany (fr. doyen d'âge) nowo wybranego Zgromadzenia Narodowego, przewodniczył wyborom jego Prezydium. 21 sierpnia 2017 został ponownie mianowany premierem Konga. Dzień później ogłosił skład nowego rządu (zob. drugi rząd Clémenta Mouamby).
5 maja 2021, niecały miesiąc po zaprzysiężeniu Denisa Sassou-Nguesso na kolejną kadencję na stanowisku prezydenta, Clément Mouamba i jego rząd podali się do dymisji. Urząd premiera przestał pełnić 12 maja 2021 roku.

## Odznaczenia i wyróżnienia

### Odznaczenia
- Kawaler Legii Honorowej (Francja)[1]
- Oficer Orderu Gwiazdy Równika (Gabon)[1]
- Wielki Oficer Orderu Zasługi (Kongo)[1]

### Tytuły
- Honorowy obywatel miasta Brazzaville (Kongo)[1]
- Doktor Honoris Causa Grande Ecole de Commerce de Lyon (Francja)[1]